# 3267 Glo
3267 Glo eller 1981 AA är en asteroid i huvudbältet som korsar Mars omloppsbana. Den upptäcktes 3 januari 1981 av den amerikanska astronomen Edward L.G. Bowell vid Anderson Mesa Station. Den är uppkallad efter den amerikanska astronomen Eleanor F. Helin.
Asteroiden har en diameter på ungefär 13 kilometer.